# Серадо
Серадо (на португалски: Cerrado) е географска област в централна Бразилия, главно на територията на щатите Гояс и Минас Жерайс. Тя е заета от влажни савани и има специфична флора и фауна с голям брой ендемични видове. До средата на 20 век човешкото присъствие в Серадо е ограничено.